# José Luis Arenillas
José Luis Arenillas Oxinaga (Bilbao, Vizcaya; 1904 - 18 de diciembre de 1937) fue un médico y político español, militante de la Izquierda Comunista de España (ICE) y del Partido Obrero de Unificación Marxista (POUM).

## Biografía
Médico municipal en una cofradía de pescadores, Arenillas fue militante de la Izquierda Comunista (sección española de la Oposición de Izquierda liderada por León Trotski) desde 1932. Destacó en sus trabajos de investigación teórica y colaboró estrechamente en el órgano de la ICE, Comunismo. Participó en la fundación del POUM en septiembre de 1935, siendo elegido miembro del Comité Central. Publicó en 1936 uno de los primeros trabajos de análisis marxista de la cuestión nacional vasca en El problema nacional de Euzkadi.
Tras el golpe de Estado del 18 de julio de 1936 y el consiguiente inicio de la guerra civil española, Arenillas se alistó como miliciano y fue enviado al frente, participando en la primera columna salida de Bilbao. Trabajó como médico hasta octubre de ese año en los hospitales de las poblaciones vizcaínas de Ubidea, Urquiola y Ochandiano. Al constituirse el Gobierno Vasco ese mes, el lehendakari José Antonio Aguirre le nombró inspector general de Sanidad del Cuerpo de Ejército vasco, cargo que desempeñó hasta prácticamente el final de la guerra en Euskadi. 
El 16 de junio de 1937, pocos días antes de la caída de Bilbao, el lehendakari le nombró Jefe de Sanidad del Euzko Gudarostea. Arenillas permaneció en Bilbao hasta el 19 de junio, para partir más tarde ante la ofensiva franquista a Carranza, Vizcaya y finalmente a Santander. Tras el Pacto de Santoña entre los dirigentes del PNV y los mandos del CTV italiano fue detenido a finales de agosto de 1937 cuando intentaba huir en barco. En septiembre se celebraron juicios sumarísimos contra los oficiales del Ejército Vasco, siendo condenado a muerte y fusilado por las tropas fascistas el 18 de diciembre de 1937, a la edad de 33 años.